# Игор Харковченко
Игор Харковченко е бивш украински футболист, защитник, играл за българските Левски и ЦСКА в края на 90-те години на XX век. В родината си е най-известен като състезател на СКА Одеса и ФК Днипро.

## Кариера
Харковченко е юноша на Черноморец (Одеса). Дълги години обаче той е част от другия градски тим - армейския СКА. След разпадането на СССР тимът се преименува на СК Одеса и играе в Премиер лигата на Украйна. Игор остава в тима до края на 1992 г., като за СКА/СК има 302 мача и 12 гола в първенствата на Съветския съюз и Украйна. През 1993 г. преминава в Норд-АМ-ЛТД, а след това защитава и цветовете на Верес (Ровно), когато тимът играе в елита на страната. След сезон в тима на Буковина, Харковченко е привлечен в ФК Днипро. Под ръководството на Вячеслав Грозни, Игор е капитан на тима.
През лятото на 1998 г. Грозни привлича Игор в тима на Левски, където бранителят е преотстъпен от Газовик-Газпром. Харковченко започва сезона като титуляр, но изиграва само 3 двубоя в есенния дял на А група и през по-голямата част от престоя си на „Герена“ лекува контузия. През 1999 г. преминава във вечния враг на „сините“ ЦСКА. Така защитникът става първият чужденец, играл и за двата столични гранда. В тима на „армейците“ обаче украинецът не успява да се наложи и разочарова с изявите си. След като напуска ЦСКА, играе известно време в Ботев (Враца).
През 2000 г. преминава в Металург (Липецк). Впоследстие играе 2 сезона за молдовския Шериф, преди да се завърне в родния си град Одеса, където да играе на любителско ниво.
След края на кариерата си е помощник-треньор в Арсенал (Киев), Металург Запорожие и Терек Грозни. Водил е тима на
Сахалин (Южносахалинск). Харковченко е помощник-треньор на Ховерла (Ужгород).